# Демиденко, Светлана Геннадьевна
Светла́на Генна́дьевна Съёмова (урожд. Демиденко; род. 16 февраля 1976, Арзамас, Горьковская область) — российская легкоатлетка (горный бег).

## Карьера
Воспитанница спортивного клуба «Знамя» (Арзамас). Занималась горным бегом и марафоном. Приказом министра спорта России от 23 февраля 2003 года С. Г. Демиденко удостоена почётного звания заслуженный мастер спорта России.

## Достижения

### Горный бег
- Чемпионка мира 2002
- Чемпионка Европы 2001, 2002
- Чемпионка России (7)[источник не указан 690 дней]

### Марафон
- Серебряный призёр марафона в Дулуте[англ.] (США) — 2005 (2:32.44)
- Бронзовый призёр 31-го Межконтинентального Стамбульского марафона — 2009 (2:37:04)[3]

### Бег на 20 км
- Серебряный призёр 33 Королевского космического марафона — 2009 (1:09.35)[источник не указан 690 дней]

### Полумарафон
- Победитель полумарафона ГАЗ — 2004 (1:12.41)[источник не указан 690 дней]
- Бронзовый призёр полумарафона ГАЗ — 2001 (1:13.16)[источник не указан 690 дней]

## Образование
Выпускница факультета дошкольного воспитания Арзамасского педагогического института.